# Cantón de Jiménez
Cantón de Jiménez är en kanton i Costa Rica.   Den ligger i provinsen Cartago, i den centrala delen av landet, 50 km öster om huvudstaden San José.